# 田並站
田並站（日语：／ Tanami eki */?）是位於和歌山縣東牟婁郡串本町田並，屬於西日本旅客鐵道（JR西日本）的紀勢本線（紀國線）車站。

## 歷史
在2016年，在紀勢線各站中開展了藝術活動「紀之國火車藝術」，由和歌山市的畫家松尾夢繪畫紀伊有田站的抽象畫。
- 1940年（昭和15年）8月8日 - 國鐵紀勢西線江住站至串本站之間開通，此站啟用[1]。
- 1959年（昭和34年）7月15日 - 三木里站至新鹿站之間開通，同時路線改名為紀勢本線[1]。
- 1985年（昭和60年）3月14日 - 成為無人車站。
- 1987年（昭和62年）4月1日 - 伴隨國鐵分割民營化，車站由西日本旅客鐵道（JR西日本）營運[1]。
- 2020年（令和2年）7月 - 舊站房拆除，改建為簡易候車室完工啟用[3]。

## 車站構造
此站是由新宮站管理的無人車站和地面車站，並設有1面2線的島式月台，可進行列車交會。候車室位於路線南邊（近海一方）。月台與站房之間透過站內平交道（設有遮斷機）連接。
此站的站房原為木造站房，2020年拆除後原地改建為簡易候車室，外觀為白色，站名旁繪有船舵圖案，以彰顯海岸車站之意象。

### 月台
| 月台 | 路線   | 方向                 |
| ---- | ------ | -------------------- |
| 1    | 紀國線 | 紀伊田邊、和歌山方向 |
| 2    | 紀國線 | 串本、新宮方向       |

- 以上的路線名是使用旅客資訊上的名稱（愛稱）。

## 使用狀況
以下列出近年1日平均乘車人次。
| 年度   | 一日平均 乘車人次 |
| ------ | ----------------- |
| 1998年 | 70                |
| 1999年 | 65                |
| 2000年 | 51                |
| 2001年 | 39                |
| 2002年 | 30                |
| 2003年 | 26                |
| 2004年 | 23                |
| 2005年 | 19                |
| 2006年 | 22                |
| 2007年 | 20                |
| 2008年 | 17                |
| 2009年 | 16                |
| 2010年 | 16                |
| 2011年 | 15                |
| 2012年 | 16                |
| 2013年 | 20                |
| 2014年 | 16                |
| 2015年 | 16                |
| 2016年 | 15                |
| 2017年 | 11                |

## 車站周邊
- 串本町立串本西中學
- 田並郵局
- 國道42號

## 相鄰車站
西日本旅客鐵道
 紀國線（紀勢本線）
紀伊有田－田並－田子

## 注腳
1. 1 2 3 4  曾根悟（日语：曽根悟）（監修）. 朝日新聞出版分冊百科編集部（編集） , 编. . 朝日百科週刊. 25號 紀勢本線、參宮線、名松線. 朝日新聞出版. 2010-01-10: 19–21.
2. ↑  「アートがつなぐ列車の旅」『讀賣新聞』2016年9月10日 大阪總社 晨報 27面。
3. 1 2  . JR西日本 CS向上委員会. 2020-07-27  [2020-07-27]. （原始内容存档于2020-07-29） （日语）.
4. ↑  『和歌山縣統計年鑑』及『和歌山縣公共交通機關等資料集』

## 外部連結
- 田並｜車站資訊：JR出門網 - 西日本旅客鐵道